# Gran Via de les Germanies
La Gran Via de les Germanies és una via urbana de València, situada entre la Gran Via del Marqués del Túria i la Gran Via de Ramón y Cajal. També fita amb l'avinguda de l'Antic Regne, el carrer d'Alacant, el carrer de Gibraltar i el carrer de Cuba. El nom de Gran Via de les Germanies està reservat només a una part del que era en el moment de la seua inauguració, ja que la part d'aquesta que va del principi de l'avinguda de l'antic Regne fins al riu va rebre posteriorment el nom de Gran Via del Marqués del Túria.
La Gran Via de les Germanies fou una de les dues Grans Vies que delimitaven el primer projecte d'eixample de la ciutat de València presentat el 1884 pels arquitectes José Calvo, Luis Ferreres i Joaquín María Arnau, i aprovat pel govern central el 1887. L'orientació d'aquest eix viari ve determinada pel projecte anterior d'eixample (Eixample de 1858 dels arquitectes Sebastián Monleón, Antonio Sancho i Timoteo Calvo) només escomés en part. La Gran Via de les Germanies va servir junt amb la Gran Via de Ferran el Catòlic com a eix vertebrador del posterior Eixample de 1907 projectat per Francesc Mora i Berenguer. Va ser aquest mateix arquitecte qui li va donar la fisonomia que es conserva encara en el tram anomenat actualment del Marqués del Túria (voreres de 4'5m i dues calçades de 9'5m separades per una plataforma central de 22m a manera de passeig amb arbres de gran port) i que des de les obres del Túnel de les Grans Vies ha desaparegut en aquest tram de la Gran Via.